# Lgoczanka
Lgoczanka [pronunciación en polaco: /lɡɔˈt͡ʂanka/] es un pueblo ubicado en el distrito administrativo de Gmina Janów, dentro del Condado de Częstochowa, Voivodato de Silesia, en Polonia del sur. Se encuentra aproximadamente a 10 kilómetros al sureste de Janów, a 34 kilómetros al sureste de Częstochowa, y a 62 kilómetros al noreste de la capital regional Katowice.
El pueblo tiene una población de 215 habitantes.